# Tönnångers-Gisslingen
Tönnångers-Gisslingen är en sjö i Söderhamns kommun i Hälsingland och ingår i Skärjåns huvudavrinningsområde. Sjön har en area på 0,407 kvadratkilometer och ligger 62,2 meter över havet.

## Delavrinningsområde
Tönnångers-Gisslingen ingår i det delavrinningsområde (677799-155763) som SMHI kallar för Utloppet av Tönnångers-Gisslingen. Medelhöjden är 67 meter över havet och ytan är 1,33 kvadratkilometer. Räknas de 2 avrinningsområdena uppströms in blir den ackumulerade arean 6,68 kvadratkilometer. Vattendraget som avvattnar avrinningsområdet har biflödesordning 3, vilket innebär att vattnet flödar genom totalt 3 vattendrag innan det når havet efter 34 kilometer. Avrinningsområdet består mestadels av skog (67 procent). Avrinningsområdet har 0,41 kvadratkilometer vattenytor vilket ger det en sjöprocent på 30,7 procent.